# الصنديد (الملاجم)

تعديل مصدري - تعديل

الصنديد هي إحدى قرى عزلة ال غشام الملاجم بمديرية الملاجم التابعة لمحافظة البيضاء، بلغ تعداد سكانها 125 نسمة حسب تعداد اليمن لعام 2004.